# Prawitz Öberg
Pour les articles homonymes, voir Öberg.
Prawitz Öberg est un footballeur suédois né le 16 novembre 1930 à Gislöv, et mort le 4 novembre 1995 à Malmö. Il évoluait au poste de défenseur.
Il est finaliste de la Coupe du monde 1958 avec l'équipe de Suède.

## Biographie
Il reçoit 26 sélections et inscrit 5 buts en équipe de Suède entre 1957 et 1964.
Il joue son premier match en sélection nationale le 22 septembre 1957 contre la Finlande (5-1), et son dernier match le 7 octobre 1964 contre la Pologne (3-3).
Il joue trois matchs comptant pour les qualifications de la Coupe du monde 1962 : un match contre la Belgique et deux matchs contre la Suisse.

## Palmarès
- Champion de Suède en 1953 et 1965 avec le Malmö FF
- Vainqueur de la Coupe de Suède en 1953 avec le Malmö FF